# 유록
육안이왕 유록(六安夷王 劉祿, ? ~ 기원전 74년)은 중국 전한의 황족 · 제후왕으로, 육안왕이다. 육안공왕 유경의 아들이다.
아버지가 육안공왕 38년(기원전 84년)에 죽어 육안왕이 됐고, 육안이왕 10년(기원전 74년)에 죽어 아들 육안무왕이 육안왕을 계승했다.

## 가계
- 육안공왕 유경
  - 육안이왕 유록
    - 육안무왕 유정
    - 선양후 유사